# Balee (Meureubo)
Balee is een bestuurslaag in het regentschap Aceh Barat van de provincie Atjeh, Indonesië. Balee telt 858 inwoners (volkstelling 2010).